# Constantinus Đại đế
Flavius Valerius Aurelius Constantinus (sinh vào ngày 27 tháng 2 khoảng năm 280 – mất ngày 22 tháng 5 năm 337), thường được biết đến là Constantinus I, Constantinus Đại Đế hay Thánh Constantinus (đối với các tín hữu Chính thống giáo Đông phương), là hoàng đế La Mã từ năm 306 đến khi mất. Constantinus I là vua La Mã đầu tiên cải đạo sang Ki-tô giáo và là người đã ban bố Sắc lệnh Milano chấm dứt thảm sát tín đồ Ki-tô giáo trong toàn đế quốc
Constantinus I là con của vua Constantius Chlorus, đã lên kế vị tại York (nước Anh ngày nay) sau khi phụ hoàng chết năm 306. Ông là nhà lãnh đạo đầu tiên trong lịch sử phương Tây thực hiện chính sách tự do tôn giáo; nhưng trên thực tế, Constantinus không phải là một tín đồ Kitô giáo và sử dụng hình ảnh của Chúa trong việc đánh bại các phe đối lập trong nước và củng cố quyền lực của mình. Lịch phụng vụ nghi lễ Byzantium, được Giáo hội Chính thống giáo Đông phương và các giáo hội Công giáo Đông phương tuân giữ, liệt kê cả Constantinus I và mẹ của ông là Helena là hai vị Thánh. Mặc dù không được kể vào danh sách các vị Thánh của Giáo hội Công giáo Latinh (Tây phương) nhưng Constantinus I vẫn được họ kính trọng với danh hiệu "Đại Đế" vì những đóng góp của ông cho Kitô giáo. Nhiều giáo dân Ki-tô coi Constantinus I cùng với Chúa Giêsu và Thánh Phaolô là 3 nhân vật quan trọng nhất trong quá trình thành lập và phát triển của giáo hội Ki-tô giáo.
Về đối ngoại, triều đại Constantinus chứng kiến nhiều cuộc chiến tranh giữa La Mã với các man tộc phía bắc. Constantinus đã đánh bại các bộ tộc Frank, Sarmatia và Goth và ép nhiều người thuộc các sắc dân này gia nhập quân đội La Mã. Năm 324, Constantinus I tuyên bố đổi tên thành phố Byzantium thành Tân La Mã (Nova Roma) và vào 11 tháng 5 năm 330 ông chính thức dời đô về Nova Roma. Sau khi Constantinus chết năm 337, chính phủ La Mã đã đổi tên thủ đô mới thành Constantinopolis, có nghĩa là Thành phố của Constantinus. Thành Constantinopolis vẫn là thủ đô của Đế quốc Đông La Mã trên hơn một ngàn năm, chỉ bị ngắt quãng tạm thời bởi sự đốt phá và chiếm đóng của quân Thập tự chinh lần thứ tư năm 1204, cho đến khi rơi vào người Thổ Nhĩ Kỳ năm 1453. Mặc dù là một hoàng đế có công tích lừng lẫy, Constantinus đã bị nhiều người thời hậu cổ đại và cận đại (trong đó có cả cháu ông là vua Julianus sau này) phê phán như một hôn quân bạo chúa, đã gây nhiều tai họa đối với thần dân và ích kỷ chỉ theo đuổi lợi ích riêng của mình.

## Cuộc đời

### Đầu đời

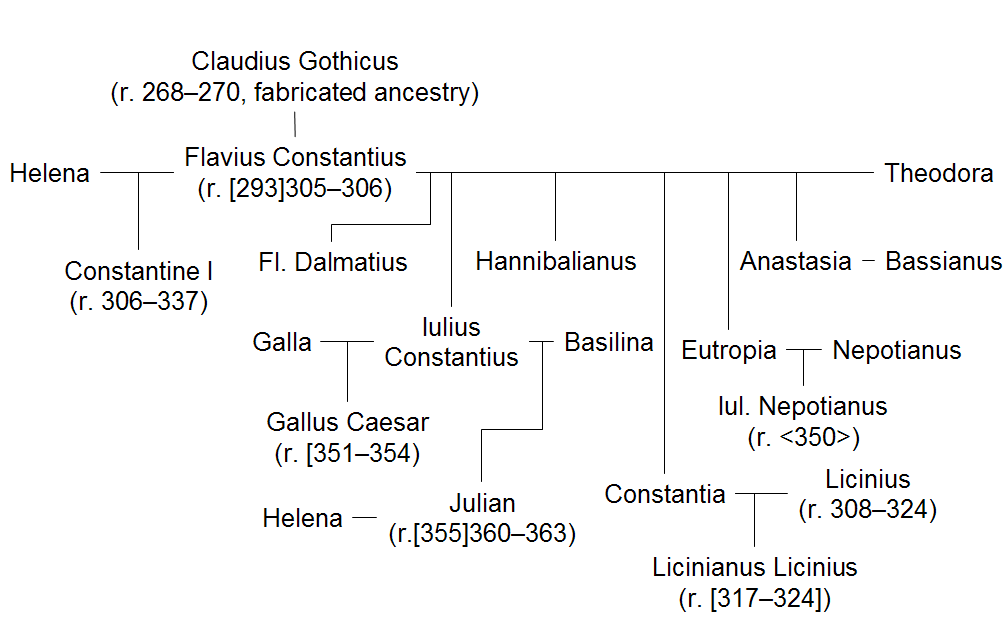
Constantine's parents and siblings. Dates in square brackets indicate the possession of minor titles, like "Caesar".

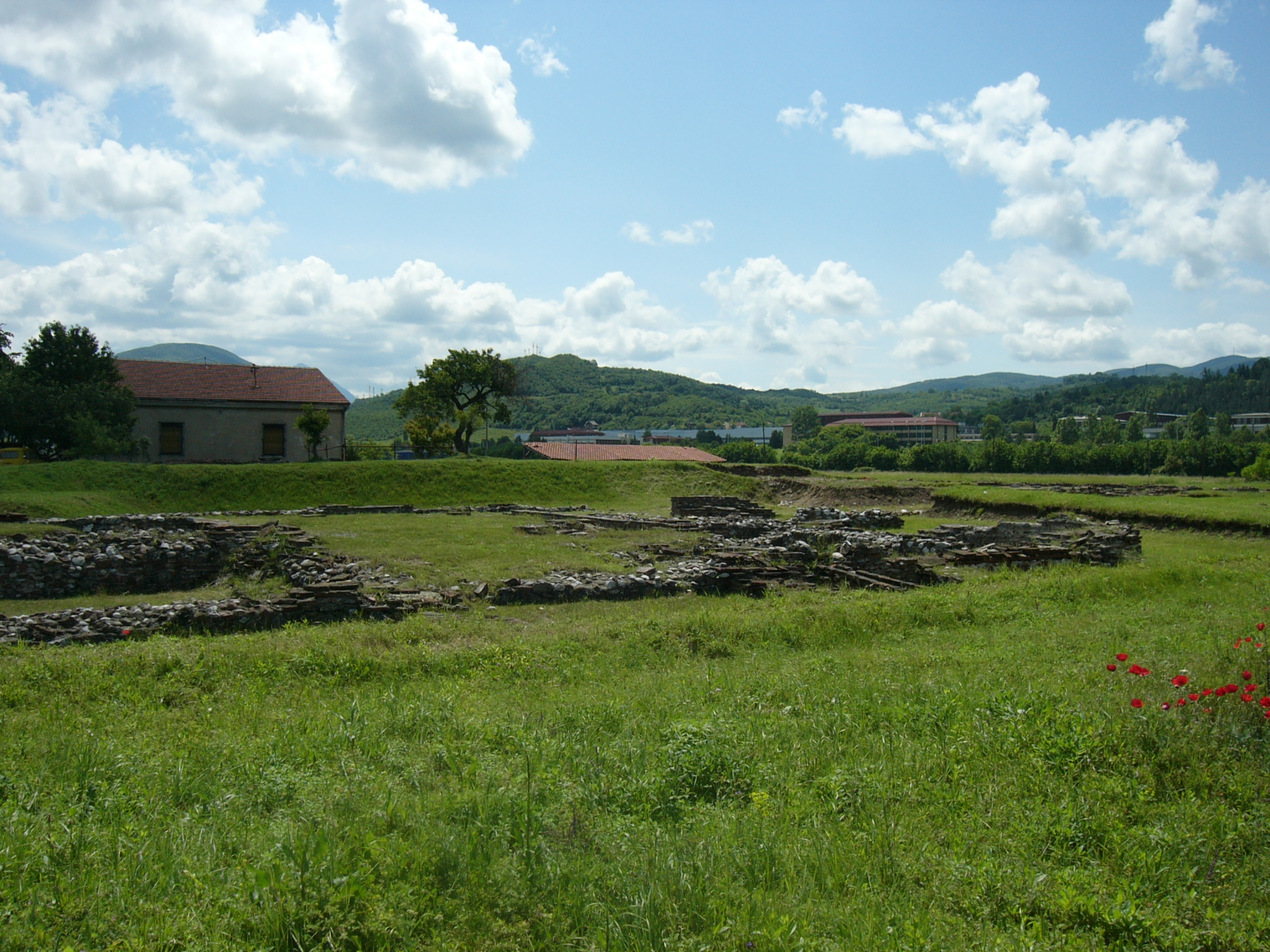
The remains of luxurious residence palace of Mediana, which was erected by Constantine I near his birth town of Naissus.

Flavius Valerius Aurelius Constantinus được sinh ra ở Naissus (nay là Niš, Serbia) ở tỉnh Moesia Superior vào 27 tháng 2 khoảng 280. Cha của ông là Flavius Constantius, một cư dân bản địa của Moesia (sau này là Dacia Ripensis). Constantinus có thể đã dành ít thời gian với cha mình. Constantius đã là một sĩ quan trong quân đội La Mã vào năm 272, thành viên trong lực lượng cận vệ hoàng gia của Hoàng đế Aurelianus. Constantius đã thăng tiến qua nhiều cấp bậc, ông ta đã nhận được chức Thống đốc Dalmatia dưới triều đại Hoàng đế Diocletianus, một người đồng hương khác của Aurelianus từ Illyricum, vào năm 284 hoặc 285. Mẹ ông là Helena. Helena, người có ảnh hưởng to lớn xuyên suốt cuộc đời của con trai, xuất thân từ một gia đình khiêm tốn; Ambrose viết rằng bà làm việc trong một quán rượu.
Trong năm 285, Diocletianus đã tuyên bố Maximianus, một đồng nghiệp đến từ Illyricum, là đồng hoàng đế của ông ta. Mỗi hoàng đế sẽ có triều đình riêng của mình, quân đội và bộ máy hành chính riêng, và mỗi người sẽ cai trị cùng với một praetorian prefect riêng biệt.. Maximianus cai trị ở phía Tây, từ kinh đô của ông ta tại Mediolanum (Milan, Italy) hoặc Augusta Treverorum (Trier, Đức), trong khi Diocletianus cai trị ở phía Đông, từ Nicomedia (İzmit, Thổ Nhĩ Kỳ). Việc phân chia chỉ đơn thuần là sự thực dụng: Đế quốc vẫn được coi là "không hề chia tách" trong những bài văn ca ngợi chính thức, và cả hai vị hoàng đế có thể tự do di chuyển khắp đế quốc  Năm 288, Maximianus bổ nhiệm Constantius vào chức vụ praetorian prefect của ông ta ở Gaul. Constantius sau đó bỏ vợ vào khoảng năm 288 hoặc 289 để thành hôn với Flavia Maximiana Theodora, con gái riêng của Hoàng đế Tây La Mã Maximian, mặc dù vậy Constantinus đã tái lập mẹ ông, bà Helena, như là "Augusta, mẹ của Caesar" sau khi cha ông qua đời. Theodora cho ra đời sáu người anh em kế của Constantine, trong đó có cả Julius Constantius.

### Ở phía Đông
Cậu bé Constantinus được giáo dục tốt, trở thành người nói thông thạo tiếng Hy Lạp, và rất am hiểu về triết học. Ông phục vụ trong triều đình của Diocletianus ở Nicomedia, sau khi cha ông được phong như là một trong hai caesares (hoàng đế trẻ) của Tứ đầu chế năm 293. Năm 305, cả augusti (hoàng đế cả), Diocletianus và Maximianus, thoái vị, và Constantius lên nối ngôi Maximianus với vai trò là Augustus phía tây. Mặc dù con trai hợp pháp của hai hoàng đế là có ở đó (Constantinus và Maxentius, con của Maximianus), cả hai đều không được để ý tới trong quá trình chuyển giao quyền lực. Thay vào đó, Severus và Maximinus Daia được phong hai vị caesar. Bởi vì Diocletianus không hoàn toàn tin tưởng Constantius - không ai trong số các Tetrarch hoàn toàn tin cậy các đồng nghiệp của họ - Constantinus đã giữ vai trò như là của một con tin, một công cụ để đảm bảo cho một thái độ tốt nhất của Constantius. Constantinus dù sao cũng là thành viên nổi bật của triều đình: ông đã chiến đấu cho Diocletianus và Galerius ở châu Á, ông cũng đã tham gia chiến dịch chống lại người rợ ở phía bên kia sông Danube vào năm 296, và chiến đấu với người Ba Tư dưới trướng Diocletianus ở Syria (297) và dưới quyền Galerius ở vùng Lưỡng Hà (năm 298-99)
Constantinus sau đó đã quay trở lại Nicomedia từ mặt trận phía Đông vào mùa xuân năm 303, chỉ để chứng kiến sự khởi đầu của cuộc "Đại Bách hại" do Diocletianus khởi xướng trong thời gian này, cuộc bức hại nghiêm trọng nhất đối với các Kitô hữu trong lịch sử La Mã Vào cuối năm 302, Diocletianus và Galerius đã phái một sứ giả để hỏi vị tiên tri của Apollo tại Didyma về các tín đồ Kitô giáo. Constantinus có thể nhớ được sự có mặt của mình khi sứ giả trở về, Diocletianus chấp nhận yêu cầu của triều đình muốn một cuộc bách hại rộng khắp. Ngày 23 tháng 2 năm 303, Diocletianus ra lệnh san bằng nhà thờ mới của Nicomedia, những bản kinh thánh tại đây bị đốt cháy, và tài sản của nhà thờ bị chiếm giữ. Trong những tháng sau đó, nhà thờ và các bản kinh thánh đã bị phá hủy, các tín đồ Kitô giáo bị loại bỏ khỏi hàng ngũ quan lại, và các linh mục bị cầm tù.

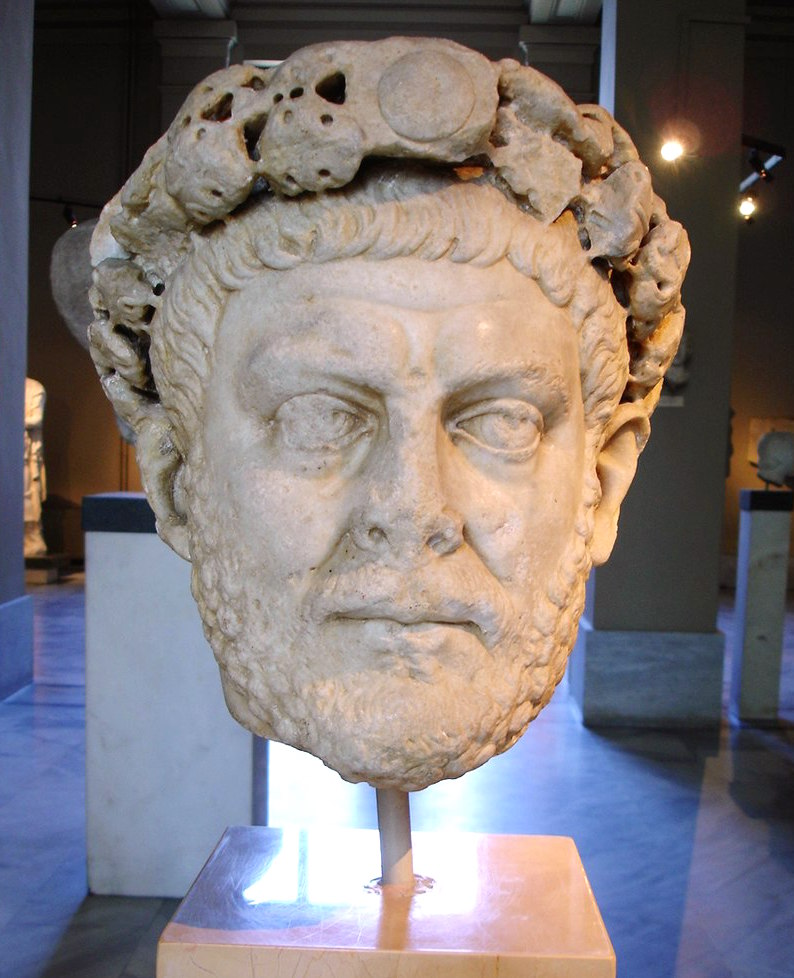
Tượng Diocletianus, hoàng đế phía Đông

### Nhà cai trị phía Tây

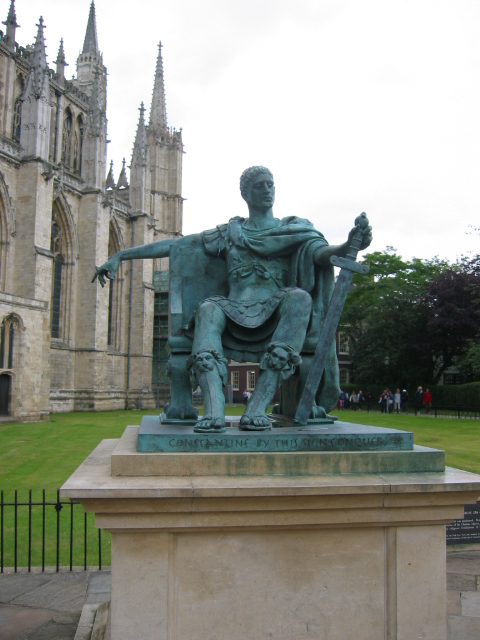
Tượng đồng của Constantinus I ở York, Anh, gần nơi ông được tôn xưng Hoàng đế năm 306

Constantinus sau đó rời khỏi Nicomedia để ở cùng cha ở xứ Gaul của La Mã; tuy vậy, Constantius lâm bệnh trong một cuộc viễn chinh tiến đánh người Pict của xứ Caledonia, và qua đời vào 25 tháng 7, 306 ở Eboracum (York). Tướng Chrocus, gốc người Alamanni, và quân lính trung thành với Constantius lập tức tôn Constantinus lên làm Augustus. Dưới chế độ Tứ đầu chế, sự kế ngôi của Constantinus có vẻ không rõ ràng cho lắm. Trong khi Constantius với tư cách hoàng đế cả có thể "tạo ra" một Caesar mới, tuyên bố của Constantinus (hay, quân lính của ông ta) lên danh hiệu Augustus đã mặc kệ hệ thống truyền ngôi thiết lập vào năm 305. Do đó, Constantinus đã yêu cầu Galerius, vị Augustus phía đông, công nhận ông là người thừa kế ngôi vị của cha để lại. Galerius đã phong Constantinus danh hiệu Caesar, khẳng định quyền cai trị của Constantinus trên vùng lãnh thổ của cha ông, và tấn phong cho Severus trở thành Augustus của phía Tây.
Phần lãnh thổ của Constantinus trong đế quốc bao gồm Britain, Gaul, các tỉnh Germania, và Tây Ban Nha. Ông do đó nắm trong tay một trong những đội quân La Mã hùng mạnh nhất, đóng dọc theo biên giới Rhine quan trọng. Khi Gaul là một vùng giàu có của đế quốc, nó đã chịu đựng nhiều thứ trong Khủng hoảng ở Thế kỉ thứ 3. Trong những năm đóng tại Gaul, từ 306 đến 316, Constantinius tiếp tục những cố gắng của phụ hoàng Constantius Chlorus để trấn giữ biên giới Rhine và xây dựng lại những tỉnh Gallia. Nơi cư ngụ chính của ông trong thời gian đó là Trier.
Ngay sau khi được phong là hoàng đế, Constantinus I bỏ chiến dịch đánh Anh của phụ hoàng Constantius Chlorus và quay lại xứ Gaul để dập tắt cuộc khởi nghĩa của người Frank. Một cuộc viễn chinh càn quét các bộ tộc người Frank theo sau vào năm 308. Sau chiến thắng này, ông bắt đầu cho xây dựng một cây cầu bắt ngang sông Rhine tại Köln để thiết lập một căn cứ vĩnh viễn ở phía phải của bờ sông. Một chiến dịch mới năm 310 đã bị bãi bỏ bởi sự nổi loạn của Maximian mô tả ở đoạn dưới. Những cuộc chiến cuối cùng của Constantinus trên chiến tuyến sông Rhine diễn ra vào năm 313, sau khi ông quay lại từ Ý, và một lần nữa ông lại chiến thắng.
Mục đích chính của Constantinus I là sự ổn định, mà ông cố gắng đạt được bằng những cuộc viễn chinh nhanh chóng, thường tàn bạo, trừng phạt các bộ tộc nổi loạn, phô diễn sức mạnh quân sự của ông bằng cách chinh phục kẻ thù trên phía bờ sông Rhine của họ, và thảm sát nhiều tù binh chiến tranh trong các trận đấu trong đấu trường (arena). Chiến thuật này chứng tỏ khá thành công, vì chiến tuyến Rhine khá là yên lặng trong phần còn lại của thời gian ông trị vì.
Trong những mâu thuẫn nội bộ của Triều đình Tứ đầu chế, Constantine cố gắng giữ quan điểm trung lập. Năm 307, hoàng đế cả Maximianus (vừa quay lại vũ đài chính trị sau khi thoái vị năm 305) ghé thăm Constantinus để tranh thủ sự ủng hộ của ông trong chiến tranh của Maxentius, con trai ông ta, chống lại Severus và Galerius. Constantinus thành hôn với con gái của Maximian tên là Fausta để kết mối liên minh và được phong lên chức Augustus bởi Maximianus. Tuy nhiên ông không can thiệp chính trị cho danh nghĩa của Maxentius.
Maximianus quay trở lại vào năm 308 sau khi ông ta không lật đổ được con trai mình. Cuối năm đó, tại hội nghị Carnuntum giữa Diocletianus, Galerius và Maximianus, Maximianus bị buộc thoái vị một lần nữa và Constantinus I giảm chức xuống caesar. Vào năm 310, Maximianus có liên quan đến một âm mưu ám sát con rể của mình khi Constantinus I quay lại sau chiến dịch đánh người Frank. Cuộc mưu sát bị dập tắt nhanh chóng khi Constantinus I phát giác, và Maximianus bị giết hay bị buộc phải tự tử. Cả Constantinus I và Maximinus Daia đều thất vọng vì thấy bị hạ chức xuống caesar và sự bổ nhiệm của Licinius, và sau đó đã chống lại sắc lệnh đó và tự phong là Augustus, vì đã được phong bởi Galerius vào năm 310, do đó chính thức tạo ra bốn Augusti. Khi Galerius mất năm 311, người cai trị với đủ quyền lực để tiếp tục hệ thống Tứ đầu chế đã từ giã sân khấu, và do đó hệ thống nhanh chóng suy giảm. Trong cuộc tranh chấp quyền lực sau đó, Constantinus I liên minh với Licinius, trong khi Maximinus tiếp cận Hoàng đế Maxentius, người vẫn chính thức được xem là có quyền cao hơn.

### 312 đến 324
Đầu năm 312 Constantinus I đem quân vượt qua dãy Alps và tấn công Maxentius. Ông nhanh chóng chinh phục vùng Bắc Ý trong các trận Turin và Verona, sau đó thẳng tiến về thành La Mã. Nơi đó, Constantinua I với một đội quân gồm gần 10 vạn người (9 vạn nộ binh và 8 nghìn kỵ binh) đã đánh bại Maxentius trong trận Cầu Milvian, mà kết quả là ông trở thành Augustus phía Tây, hay là người cai trị toàn bộ Đế quốc La Mã phía Tây. Trận đánh này được coi là bước ngoặt chuyển biến Constantinus từ là 1 người theo tôn giáo cổ truyền La Mã thành 1 tín đồ Ki-tô giáo. Tương truyền Constantinus I đã cho quân khắc lên khiên những ký hiệu mà những người theo Kitô giáo tin là ký hiệu labarum, mặc dù các sử gia vẫn còn tranh cãi rằng là liệu những ký hiệu đó có phải là Kitô giáo rõ rệt hay là ký hiệu cổ của thần mặt trời.. Ký hiệu labarum và khẩu hiệu đi kèm theo In Hoc Signo Vinces (trong dấu hiệu này, Người sẽ chinh phục) được kể là từ kết quả của hình ảnh hiện ra trước Constantinus I tại Saxa Rubra, là nguyên nhân mà cuối cùng ông thuận chuyển sang Kitô giáo. Trên đường rút chạy, Maxentius bị rơi xuống nước và chết chìm dưới sông Tiber. Sau trận đánh Constantinus I ca khúc khải hoàn tiến vào Roma và phá vỡ kế hoạch của Maxentius nhằm kỷ niệm lễ đăng quang của mình bằng 1 thắng lợi quân sự lớn. Trong những kế tiếp, Constantinus đã dần dần chiếm được sự thiện cảm của cư dân Tây La Mã, ngoài ra ông cũng phát triển quân đội của mình mạnh hơn tất cả các đối thủ trong hệ thống Tứ đầu chế đang suy yếu. Cứ đến ngày 28 tháng 10, thị dân Roma lại làm lễ kỷ niệm chiến thắng cầu Milvian - "cuộc đánh đuổi tên bạo chúa" và ngày hôm sau là ngày 29 tháng 10, họ tiếp tục kỷ niệm - "cuộc tiến quân của vị thần linh" (đó chính là Constantinus I).
Năm 313, ông gặp Licinius ở kinh thành Milano để kết chặt liên minh giữa họ bằng sự thành hôn của Licinius và em gái kế của Constantinus là Constantia. Trong cuộc gặp gỡ này, hai vị hoàng đế đã đồng ý về sắc lệnh bây giờ gọi là Sắc lệnh Milan, chính thức cho phép tất cả mọi tôn giáo hoạt động tự do trong toàn đế quốc, đặc biệt là Kitô giáo. Tuy nhiên cuộc hội nghị đã bị cắt ngắn khi tin tức đến tai Licinius rằng đối thủ của ông ta là Maximinus Daia đã vượt qua Bosporus và xâm lược vào lãnh thổ thuộc Licinius. Licinius từ biệt và cuối cùng đã đánh bại Maximinus, nắm lại toàn quyền điều khiển phần phía đông của Đế quốc La Mã. Tuy nhiên những quan hệ giữa hai vị hoàng đế còn lại ngày càng xấu đi và hoặc là năm 314 hay 316, Constantinus và Licinius đánh lẫn nhau trong chiến tranh Cibalae, với Constantinus (với 3 vạn quân) là người chiến thắng. Họ đụng độ lần nữa ở trận Campus Ardiensis năm 317, và đi tới thỏa thuận rằng con trai của Constantine là Crispus và Constantinus II, và con trai của Licinius là Licinianus được phong caesars.
Vào năm 320, Licinius đã hạn chế tự do tôn giáo được hứa bởi Sắc lệnh Milan năm 313 và bắt đầu một cuộc giết hại những người theo Kitô giáo.. Điều đó đã thách thức Constantinus ở phía tây, mà đỉnh cao là nội chiến lớn năm 324. Vào khoảng AD 323, Constantine I đánh bại đoàn chiến thuyền của Licinius với khoảng 200 tàu chiến. Licinius, được giúp bởi lính đánh thuê người Goth, tượng trưng cho quá khứ và niềm tin cổ đại của Đa Thần giáo. Constantinus I và người Frank của ông hành quân ngọn cờ Kitô giáo của labarum, và cả hai đều nhìn những trận đánh dưới danh nghĩa tôn giáo. Dù là yếu hơn về lực lượng, nhưng được cổ vũ với niềm tin, đội quân của Constantinus I đã chiến thắng trong những trận đánh Hadrianopolis, Hellespont, và Chrysopolis.

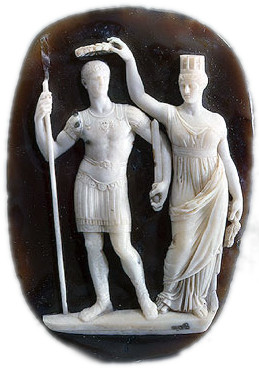
Tranh vẽ Constantinus I được thần nữ Tyche gia miện.

 Với thất bại và cái chết của Licinius một năm sau đó (ông bị kết tội mưu sát Constantine và bị xử tử), Constantinus I trở thành hoàng đế duy nhất của toàn bộ Đế quốc La Mã.

### Thiết lập thành Tân La Mã
Thất bại của Licinius đại diện cho sự qua đi của Đế quốc La Mã cũ, và sự bắt đầu của vai trò của Đế quốc Đông La Mã như là trung tâm học tập, phát triển, và bảo toàn văn hóa. Chính quyền Constantinus I ban chiếu chỉ cho người xây dựng lại thành phố Byzantium, và đổi tên tân đô thành Tân La Mã (tức Nova Roma) là cho ban hành những đồng xu kỉ niệm năm 330 để kỉ niệm sự kiện trọng đại này. Ông cho xây cất Nghị viện và các văn phòng dân sự tại thủ đô Nova Roma, giống như những văn phòng ở cố đô Roma. Thủ đô mới được bảo vệ bằng Thập Tự thật(True Cross), gậy của Moses và các thánh vật, dù cho một vật trang sức đá chạm bây giờ ở Bảo tàng Ermitaz (Nga) cũng đã minh họa việc Constantinus I được Tyche (tức vị thần nữ cai quản tân đô) đội chiếc Vương miện lên đầu  Lưu trữ ngày 16 tháng 3 năm 2006 tại Wayback Machine. Hoàng đế cũng ban huấn dụ cho thay thế hình vẽ chư thần của tín ngưỡng Đa Thần giáo xưa và thường hòa nhập các bức vẽ này vào các biểu tượng của Kitô giáo. Nơi nền cũ của miếu thờ thần nữ Aphrodite, Nhà thờ của các Thánh tông đồ được xây lên. Nhiều thế hệ sau đó có một câu chuyện rằng bóng của một bậc thánh đã dẫn Constantinus I đến địa điểm này, và một vị thiên sứ mà không ai khác có thể nhìn thấy, đã dẫn ông tới địa điểm của những bức tường mới mẻ. Sau khi ông qua đời, người La Mã đặt tên lại cho thủ đô là Nova Roma Constantinopolitana (còn gọi là Constantinopolis hoặc là Constantinople trong tiếng Anh, có nghĩa là "thành phố của Constantinus I").

### 326 – qua đời

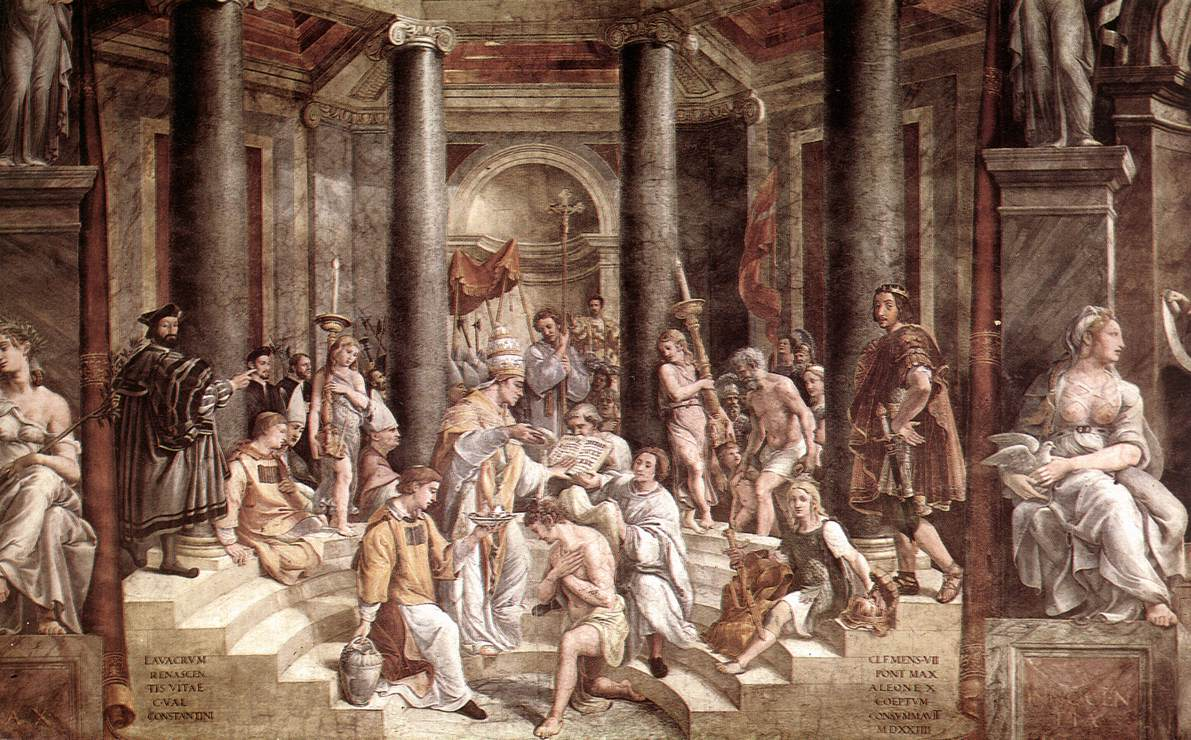
Lễ rửa tội của Constantinus, có lẽ là sáng tác của môn đệ của Raphael.

Vào năm 326, Hoàng đế Constantinus I cho tra khảo con trai cả là Crispus và truyền lệnh cho hành quyết chàng, bởi vì ông tin vào các lời cáo buộc rằng Crispus đã tư tình với Fausta, thứ phi của Constantinus I. Nhưng, ông hãy còn ba Hoàng nam khác (sẽ nối ngôi vua sau này). Một vài tháng sau, ông cũng ra lệnh xử tử Fausta vì bà ta là kẻ tung ra những cáo buộc sai sự thật đó. Vào năm 330, Đế quốc La Mã đã trở nên cường thịnh hơn so với nhiều thập kỷ trước: hai Đế quốc Đông và Tây đã được hợp nhất. Đất nước thái bình thịnh trị. Những cải cách của ông ít nhất đã mang lại những giây phút xả hơi cho Đế quốc La Mã sau bao nhiêu cơn binh lửa. Lực lượng Quân đội thì cũng dễ dàng được nhà vua kiểm soát. Việc xây cất những cung điện xa hoa của Constantinus I, kết hợp với việc ông sửa sang cơ cấu bưu điện và đường sá, đã khiến ông áp đặt thuế đất hà khắc lên muôn dân.
Eusebius viết rằng Constantinus I được rửa tội chỉ không lâu trước khi chết vào năm 337. Ông di chuyển từ thủ đô đến nhà tắm nước nóng ở gần đó để lấy nước, và sau đó đến thành phố của mẹ ông là Helenopolis, nơi ông cầu nguyện trong một ngôi nhà thờ lớn bà đã cho xây để vinh danh thánh tông đồ Lucian. Với điều này, ông đã theo một phong tục thời đó là trì hoãn việc rửa tội tới tuổi già hay lúc gần chết. Theo như Jerome, Constantine đã lựa chọn giám mục Eusebius của Nicomedia làm lễ rửa tội cho ông. Sau khi ông mất, xác của ông được chuyển về lại Constantinopolis và được chôn trong Nhà thờ các Thánh tông đồ ở nơi đó.

### Truyền ngôi
Constantinus I không hề có biện pháp phòng tránh những cuộc chiến tranh giành quyền thừa kế sau này. Hai năm trước khi qua đời, ông lại phân chia Đế quốc và phong các con ông làm Phó Hoàng đế (Caesar). Sau khi ông qua đời, ba người con trai của ông và Fausta là các Hoàng đế Constantinus II, Constantius II và Constans ra đích thân chấp chính. Cả ba ông vua này đều chẳng đền đáp xứng đáng gì cho ân huệ của phụ hoàng Constantinus I: thay vì đó, Constantinus II trận vong khi cho quân xâm phạm lãnh thổ của Constans. Constans bị tên vua cướp ngôi Magnentius hạ sát. Còn Constantius II thì xuống lệnh thảm sát những thân quyến của tiên hoàng Constantinus I, đồng thời giành lại Đế quốc từ tay Magnentius. Ông cũng có hai cô con gái, Constantina và Helena, vợ của Hoàng đế Julianus.

## Constantinus I và Công giáo

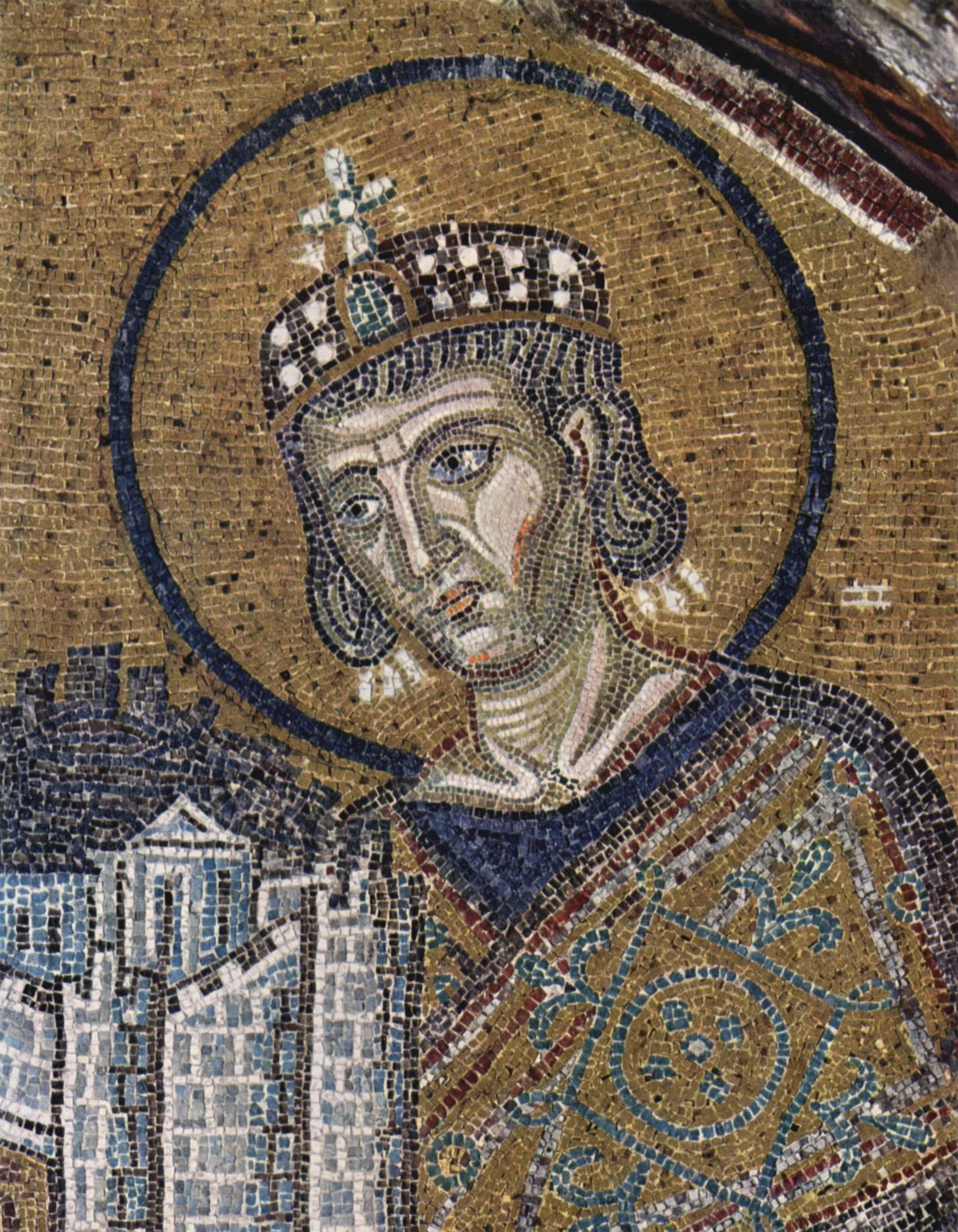
Constantinus Đại Đế, tranh khảm ở Hagia Sophia, cố đô Constantinopolis, khoảng 1000; (ngày nay là Istanbul.

Constantinus I có lẽ được biết đến nhiều nhất như là Hoàng đế đầu tiên theo Công giáo của Đế quốc La Mã. Triều đại của ông là một bước ngoặt lịch sử của Kitô giáo. Vào năm 313, Constantinus I công bố chấp nhận Công giáo trong Sắc chỉ Milanô, bãi bỏ những trừng phạt đối với những người theo Công giáo (mà vì vậy nhiều người đã tử vì đạo trong các cuộc thảm sát người theo Công giáo trước đây và trả lại các tài sản đã bị tịch thu của Giáo hội. Tuy một sắc lệnh tương tự đã được ban hành vào năm 311 bởi Galerius, lúc đó là hoàng đế cả của Tứ đầu chế (Tetrarchy), triều đại lâu dài của Constantinus, sự cải đạo của ông, và sự bảo trợ Giáo hội của ông đã thiết lập lại vị thế mới của Công giáo trong toàn đế quốc.
Các học giả vẫn còn tranh cãi liệu là Constantinus đã chuyển theo Công giáo thời trẻ theo mẹ ông là bà Helena, hay là ông chuyển dần sang Kitô giáo trong suốt cuộc đời. Constantinus trên 40 tuổi khi cuối cùng ông tuyên bố rằng mình theo Kitô giáo. Khi viết cho những người Kitô giáo, Constantinus nói rõ là ông tin là những sự thành công của ông là do sự bảo vệ của Thiên Chúa vĩ đại của Kitô giáo. Trong suốt triều đại của ông, Constantinus đã bảo trợ Giáo hội về mặt tài chính, xây dựng nhiều vương cung thánh đường khác nhau, ban những đặc quyền (như miễn một số thuế), thăng chức những người Kitô giáo tới những chức vụ cao, và trả lại những tài sản tịch thu trong Đại thảm sát thời Diocletian. Những công trình nổi tiếng của ông bao gồm Nhà thờ Mộ Thánh và Vương cung thánh đường Thánh Phêrô (nhà thờ cũ).
Triều đại của Constantinus đã thiết lập một tiền lệ cho một vị trí Giáo hoàng trong Giáo hội Công giáo; Constantinus tự cho mình có trách nhiệm với Thiên Chúa về sức khỏe ở mặt tâm linh của thần dân của ông ta, và do đó ông có trách nhiệm duy trì sự chính thống. Đối với Constantinus, hoàng đế không quyết định ra giáo lý - đó là trách nhiệm của các giám mục - mà đúng hơn vai trò của ông là bảo vệ giáo lý, diệt bỏ những điều dị giáo, và ủng hộ một sự thống nhất về các vấn đề tôn giáo. Hoàng đế đảm bảo rằng Thiên Chúa được tôn thờ đúng cách trong đế quốc của ông; và tôn thờ thế nào là đúng đắn là do Giáo hội quyết định.
Vào năm 316, chính phủ Constantinus I đảm nhiệm vai trò trọng tài trong cuộc tranh cãi ở Bắc Phi về sự lạc giáo của giáo thuyết Donatus tại Bắc Phi. Ba công đồng địa phương và một phiên tòa khác có mặt Constantinus đã kết án Donatus và phong trào cùng tên. Năm 317, Constantinus ban hành một chiếu chỉ tịch thu tài sản của các nhà thờ theo Donatus và cho lưu đày các giáo sĩ của phái này. Quan trọng hơn, năm 325 ông triệu tập Công đồng Nicaea, là Công đồng đại kết đầu tiên (không kể Công đồng Jerusalem nếu như sự kiện này được tính vào), chủ yếu để đối phó với giáo thuyết Arius, bị coi là dị giáo.

## Constantinus và người Do Thái
Constantinus đã ban hành một số đạo luật có liên quan tới người Do Thái: họ bị cấm không được sở hữu nô lệ theo Kitô giáo và không được cắt bì nô lệ của họ. Chuyển đạo từ Kitô giáo sang Do Thái giáo bị cấm. Hội họp nghi lễ tôn giáo bị giới hạn, nhưng người Do Thái được phép vào Jerusalem vào dịp Tisha B'Av, Tưởng niệm ngày Đền thờ ở Jerusalem bị phá hủy. Constantinus cũng thực thi nghị quyết của Công đồng Nicaea cấm kỷ niệm Lễ Tiệc ly trước Lễ Vượt qua của người Do Thái (ngày 14 tháng Nisan) (xem thêm Quartodecimanism và tranh cãi lễ Phục sinh.

## Các cải cách

### Tư tưởng và biểu tượng của Constantinus

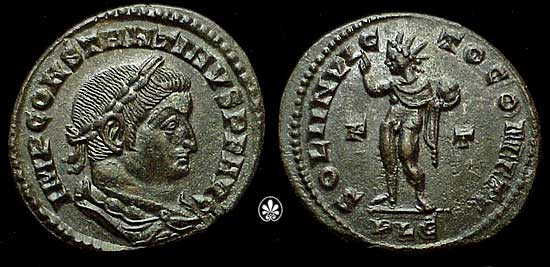
Đồng xu của Constantinus, với hình tượng thần mặt trời Sol Invictus, đang cầm một địa cầu ở tay phải giơ lên. Chú thích ở mặt trái là SOLI INVICTO COMITI, "người bạn, Mặt trời không bị chinh phục".

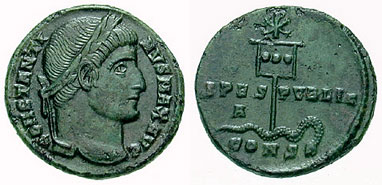
Follis bởi Constantinus. Mặt trái, một labarum.

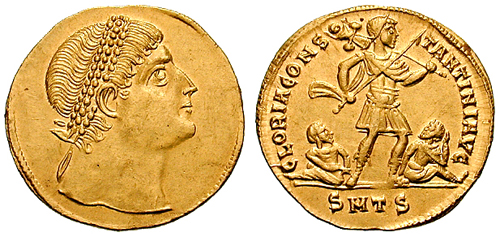
An example of "staring eyes" on later Constantine coinage.

Các đồng xu cho đúc bởi các hoàng đế thường cho thấy các chi tiết về các hình tượng cá nhân của họ. Trong phần đầu của triều Constantinus, các biểu tượng đầu tiên của Mars (thần chiến tranh) và sau đó (từ 310) là Apollo như là thần Mặt trời luôn luôn xuất hiện trên mặt trái của đồng xu. Mars đã là biểu tượng của Tứ đầu chế (Tetrarchy), và Constantinus sử dụng biểu tượng này để nhấn mạnh sự hợp pháp của quyền lực của ông. Sau khi phá vỡ liên minh với bạn cũ của cha ông là Maximian năm 309–310, Constantine bắt đầu tuyên bố sự truyền ngôi là hợp pháp từ vị Hoàng đế thế kỉ thứ 3 là Marcus Aurelius Claudius Gothicus (Claudius II), người anh hùng chiến thắng của Trận đánh Naissus (Tháng 9, 268).
Gothicus đã tuyên bố về sự bảo vệ linh thiêng của Apollo-Sol Invictus (Thần Mặt trời). Constantinus cũng tuyên bố liên minh với Sol Invictus, là vị thần linh cuối cùng xuất hiện trên các đồng xu của ông ta. Mặt trái của những đồng xu thời ông liên tục trong nhiều năm là "người bạn, Mặt trời không thể bị chinh phục" của ông — dòng chú thích là SOLI INVICTO COMITI.

## Triều đình
Constantinus tôn trọng văn hóa Kitô giáo, triều đình của ông ta đã bao gồm những người khả kính. Những gia đình đầu triều không chấp nhận Kitô giáo không được bổ nhiệm vào chức vụ quan trọng, nhưng 2/3 chính quyền cấp cao của ông không phải là Kitô giáo.

## Di sản

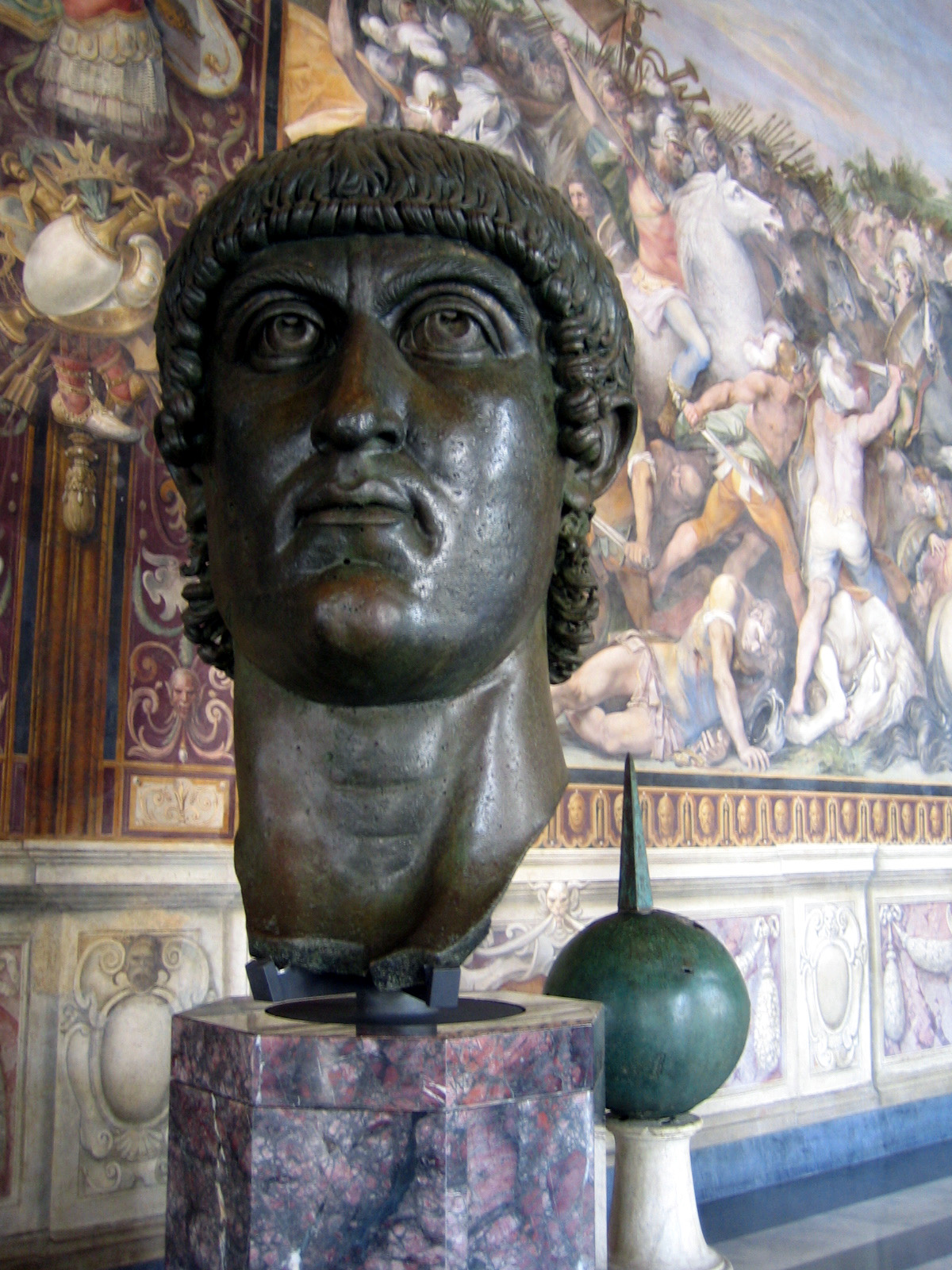
Tượng đầu Constantinus bằng đồng.

Constanstinus I là người đã góp phần Kitô giáo trở thành tôn giáo lớn nhất của nền văn minh phương Tây trong nhiều thế kỷ. Ngoài ra, việc Constantinus dời đô về Constantinopolis cũng giúp duy trì sự tồn tại của đế quốc La Mã thêm hàng nghìn năm nữa. Mặc dù ông được các gán danh hiệu "Đại đế" là vì lòng mộ đạo của ông đối với Ki-tô giáo, Constantinus cũng là 1 chỉ huy quân sự tài ba. Không chỉ thống nhất đế quốc dưới sự cai trị của 1 vị vua duy nhất, Constantinus đã đánh bại người Frank và người Alamanni trong những trận đánh đẫm máu vào các năm 306 – 308, người Frank một lần nữa vào các năm 313 – 314, người Tervingian Goth vào năm 332 và người Sarmatia năm 334. Bằng những chiến thắng này, Constantinus đã thu hồi hầu hết các tỉnh đã bị mất từ lâu như Dacia, Hoàng đế Aurelianus đã bị buộc phải bỏ tỉnh này năm 271. Vào thời gian ông qua đời, ông đang chuẩn bị tiến hành một xâm lược Ba Tư để trả đũa các cuộc cướp phá của họ vào lãnh thổ phía đông La Mã.
Trên phương diện văn hóa, Constantinus đã có nhiều đóng góp cho sự hồi sinh của phong tục cạo râu của các nguyên thủ La Mã từ thời Augustus đến Traianus. Phong tục này đã được đại tướng Scipio Africanus khởi xướng từ trước Tây lịch, và sau khi Constantinus chết, nó tiếp tục tồn tại cho tới thời kỳ Phocas cai trị Đông La Mã.
Bên cạnh đó, Constantinus đã bị cháu là hoàng đế-triết gia Julianus chỉ trích kịch liệt. Julianus coi Constantinus I là một tên hôn quân vô độ, và điều này dẫn đến tranh cãi về ông ngay từ thời Hậu Cổ đại. Nhà sử học Đa thần giáp Zosimus coi Constantinus là 1 kẻ có tội với sự tồn tại và phát triển của La Mã, là tác nhân khiến đế quốc Tây La Mã sụp đổ. Tuy nhiên, học giả Kitô giáo như Lactantius và Eusebius đã tán thưởng Constantinus I là người bảo vệ của toàn nhân loại, do Chúa phái xuống trần gian. Trong suốt thời kỳ Trung Cổ, ông vẫn luôn được ca ngợi theo luận điểm ấy. Đế quốc Đông La Mã đã xem Constantinus I là vị vua khai quốc và Đế quốc La-Đức cũng xem ông là một trong những bậc tiền bối đáng tôn kính. Tại Đông La Mã, các hoàng đế kế nghiệp Constantinus luôn mong muốn và tỏ ra vinh dự khi được tôn xưng là "Constantinus mới". Có 10 hoàng đế Đông La Mã, kể cả vị hoàng đế cuối cùng, đã lấy đế hiệu là Constantinus. Hầu hết các giáo hội Kitô giáo Đông phương đều xem Constantinus là một vị thánh. Ở phía đông đôi khi ông được gọi là "Ngang với thánh tông đồ" (isapostolos) hay là "thánh tông đồ thứ 13" Lưu trữ ngày 27 tháng 9 năm 2007 tại Wayback Machine.
Nhưng bước sang thời kỳ cận đại, ông bị chỉ trích thậm tệ trong sử sách. Nhà sử học người Anh là Edward Gibbon, trong kiệt tác "Lịch sử suy tàn và sụp đổ của Đế quốc La Mã" (The Decline and Fall of the Roman Empire) thì tố cáo Constantinus là một "ông vua tàn ác và phóng đãng", là kẻ có thể "xóa bỏ mọi quy định của công lý và cảm xúc của tự nhiên, với không chút do dự, để đặt được niềm đam mê hoặc là quyền lợi của mình". Cũng theo Gibbon, vị Hoàng đế chẳng có chút thiện cảm gì với tôn giáo và ông chỉ tâng Kitô giáo lên về vấn đề chính trị. Trong công trình khảo cứu "The Age of Constantine the Great" (1852), nhà sử học Thụy Sĩ Jacob Burckhardt lên án Constantinus I là một vị Hoàng đế đặc biệt không trọng tín ngưỡng, bị đầu độc nặng nề bởi tham vọng và nỗi thèm khát quyền lực của mình: thậm tệ hơn nữa, Burckhardt đánh giá ông là một tên vua "ích kỷ gớm ghiếc" và chỉ giỏi phá vỡ những lời thề. Cũng theo Burckhardt, Constantinus I chẳng hề thiết tha gì với các vấn đề tôn giáo, mà còn ứng xử tuyệt đối thiếu lô-gíc.
Nhưng trong cuốn sử "Constantine the Great and the Christian Revolution" (1930), tác giả George Philip Baker nhận định Constantinus là 1 người hùng tài đại lược và cuộc cách mạng Kitô giáo do ông lãnh đạo là một trong những cuộc cách mạng lớn nhất trong suốt chiều dài lịch sử La Mã. Trong lịch sử, không phải cuộc cách mạng nào cũng gây nên được thay đổi quy mô lớn cho lịch sử nhân loại: chẳng hạn, cuộc cách mạng Pháp mặc dù được nhắc đến nhiều nhưng thực chất chỉ thay đổi được thể chế chính trị ở Pháp vốn là một trong nhiều nước toàn thể châu Âu. Trái lại, cuộc cách mạng Kitô giáo của Constantinus I đã ảnh hưởng mạnh đến sự phát triển của toàn bộ nền văn minh Tây Âu. Ngày nay, Kitô giáo là một tôn giáo lớn ở các nước phương Tây. Không những thế, Baker cũng đánh giá việc dời đô về Constantinopolis là 1 đóng góp lớn cho sự vững mạnh của nền văn minh La Mã và Ki-tô giáo. Thời nay, các nhà nghiên cứu về thời kỳ Hậu Cổ đại đã nỗ lực khảo cứu, để có nhận định khách quan về ông, không quá tâng bốc hay hạ thấp.
Để vinh danh vị hoàng đế này, chính phủ Serbia đã đặt tên sân bay Niš là "Konstantin Veliki", tức Constantinus Đại đế. Nhà cầm quyền Serbia cũng từng lên kế hoạch xây một thập tự lớn cũng mang tên "Konstantin Veliki" trên ngọn đồi nhìn xuống Niš, nhưng dự án đã bị bãi bỏ. Năm 2012, người Serbia xây 1 đài tưởng niệm Constantinus tại Niš. Lễ kỷ niệm Sắc chỉ Milan cũng được tiến hành tại Niš năm 2013.

### Truyền tụng
Những năm về sau, các sự kiện lịch sử được che phủ bởi các truyền thuyết. Người ta cho rằng sẽ là không thích hợp khi nói rằng Constantinus I được một vị giám mục bị nghi vấn về sự chính thống đến rửa tội vào giây phút hấp hối của ông, và do đó nổi lên một truyền thuyết rằng Giáo hoàng Sylvester I (314-335) đã chữa vị Hoàng đế ngoại giáo khỏi bệnh phong cùi. Theo như truyền thuyết này, Constantinus I được rửa tội sau đó và ban tặng nhiều tòa nhà cho Giáo hoàng. Vào thế kỉ thứ tám, một tài liệu gọi là "Donatio Constantini" (Ân huệ của Constantinus I) xuất hiện lần đầu tiên, trong đó nói rằng Constantinus I sau khi chuyển sang Kitô giáo xong đã trao lại quyền hành phía Đông cho thành La Mã, Ý và quyền lực phía Tây cho chế độ Giáo hoàng. Trong thời Thượng Trung cổ, tài liệu này được sử dụng và được công nhận như là cơ sở cho quyền lực thế tục của Giáo hoàng, mặc dù nó bị tuyên bố là giả mạo bởi Hoàng đế La Mã Thần thánh Otto III và đại thi hào nước Ý là Dante Alighieri đã than khóc rằng thư tịch này là gốc rễ của những ham muốn thế tục của chế độ Giáo hoàng. Vào thế kỉ 15, nhà ngữ văn Lorenzo Valla đã chứng minh rằng tài liệu này là giả mạo.

### Constantinus I trongHistoriacủa Geoffrey người xứ Monmouth
Vì tiếng tăm lừng lẫy của ông và vì ông được phong Hoàng đế trên lãnh thổ nước Anh ngày nay, Constantinus I sau này cũng được xem như là một vị vua nước Anh thời cổ. Vào thế kỉ thứ 11, nhà văn người Anh là Geoffrey người xứ Monmouth viết một cuộc sách tựa đề là Historia Regum Britanniae, trong đó ông kể lại những chuyện được cho là lịch sử của người Briton và các vị vua của họ từ Chiến tranh thành Troia, vua Arthur và những cuộc chinh phạt của người Anglo-Saxon. Trong cuốn này, Geoffrey nói rằng thật ra mẹ của Constantine, bà Helena thật ra là con gái của "Vua Cole", một vị vua trong truyền thuyết của người Briton và là người lập ra thành phố Colchester mang tên ông. Một người con gái của vua Cole chưa được nhắc đến trước đây trong truyền thuyết, ít nhất là trong văn viết, và câu chuyện về phả hệ này đã phản ánh mong muốn của Geoffrey tạo ra một hậu duệ hoàng gia có tính liên tục. Geoffrey cho rằng thật ra không phải đạo lý khi một vị vua có tổ tiên không được cao quý cho lắm. Geoffrey cũng nói rằng Constantinus I được phong làm "Vua của người Briton" tại York, chứ không phải là Hoàng đế của Đế quốc La Mã.

## Trong văn hóa đại chúng
Vai diễn Constantinus được diễn viên Cornel Wilde đảm nhận trong bộ phim Constantine and the Cross (tên ở Hoa Kỳ)/Constantine the Great (tên ở Anh quốc).
Constantine: The Miracle of the Flaming Cros là một tác phẩm viết về cuộc đời của Constantinus. Tác phẩm được viết bởi tác giả người Mỹ Frank G. Slaughter và được xuất bản vào năm 1965. Tác phẩm được viết dựa theo tác phẩm Lịch sử suy tàn và sụp đổ của Đế quốc La Mã của Edward Gibbon và cũng như các tác phẩm của nhà sử học La Mã cùng thời với Constantinus, Eusebius thành Caesarea.